# 涂远超
涂远超（1964年10月—），湖北钟祥人，医学博士，中共党员，曾任湖北省卫生健康委员会主任。现任湖北省政协秘书长、党组成员、机关党组书记。

## 生平
曾任湖北省新华医院院长、湖北省中医院院长、湖北省卫生健康委员党组成员、副主任等职。2020年7月起，任湖北省卫生健康委员会主任。现任湖北省政协秘书长、党组成员、机关党组书记。